# Ungmennafélagið Sindri
L'Ungmennafélagið Sindri est un club islandais de football basé à Höfn.

## Histoire
Le club évolue en deuxième division en 2000 et en 2002.
Il atteint les huitièmes de finale de la Coupe d'Islande en 1990, en étant battu par le KR Reykjavik.

## Palmarès
- Championnat d'Islande D4
  - Champion : 1998, 2012, 2022